# Wiszniów (rejon łucki)
Wiszniów (ukr. Вишнів) – wieś na Ukrainie w rejonie łuckim obwodu wołyńskiego.
Do 2020 w rejonie kiwereckim. 